# Трипсы
Трипсы, или пузырено́гие (лат. Thysanoptera), — отряд насекомых с неполным превращением; в дореволюционных источниках упоминаются также как колбоногие или бахромчатокрылые. Как правило, характеризуются мелкими размерами. Трипсы распространены на всех материках, преимущественно в тропиках и субтропиках.

## Этимология
Научное латинское название отряда Thysanoptera состоит из древнегреческих слов θύσανος (''thysanos, тисанос; «кисточка или бахрома»), и πτερόν (pteron, птерон; «крыло»). Устаревшее название группы «Physopoda» связано особенностями строения ног и переводится как «пузыреногие» из-за пузыревидных образований на кончиках лапок.
Слово трипс (thrips) — это прямая транслитерация древнего греческого слова θρίψ, означающего «древесный червь».

## Описание
Тело трипса удлинённое — длина от 0,5 до 14 мм (обычно 1—2 мм). Ротовой аппарат — колюще-сосущего типа: непарный стилет и пара игл, движущиеся внутри конуса, образованного челюстями и верхней и нижней губами. Ноги у большинства видов короткие, стройные, бегательные. Лапки состоят из 1 или 2 члеников, имеют коготки, между которыми находится присасывательное пузыревидное приспособление. Брюшко состоит из 10 колец, последнее из которых, как правило, вытянуто в трубку. Самки крупнее и многочисленнее самцов и имеют зазубренный яйцеклад.
В своём развитии проходит следующие стадии: яйцо, личинка, пронимфа, нимфа, имаго. Иногда размножаются партеногенетически. Личинки и нимфы имеют несколько возрастов. Развиваются быстро. Могут давать до 15 поколений за год.
Трипсы имеют 2 пары узких крыльев с бахромой из ресничек по краю (отсюда третье название) и слабым жилкованием, состоящим из продольных и иногда поперечных жилок, либо вообще отсутствует. Летают плохо, у некоторых видов крылья укорочены или отсутствуют. Для взлёта могут использовать необычный механизм: хлопки и взмахи с нестационарной циркуляцией, включающей переходные вихри возле крыльев.

## Значение
Для трипсов характерна определённая специализированная кормовая база. Большинство трипсов живут на цветках растений и питаются их соками, реже — пыльцой, нектаром, спорами, мелкими беспозвоночными и гифами грибов. Вредители комнатных растений и цветочных культур. В агрономии большинство видов считаются вредителями сельскохозяйственных культур. Некоторые трипсы — опасные карантинные объекты. Несколько видов служат переносчиками более чем 20 вирусов, вызывающих болезни растений, особенно троповирусов.
Существуют также хищные виды трипсов. Виды рода Aelotrips питаются яйцами и личинками растительноядных трипсов. Виды рода Scolotrips питаются паутинными клещами. Эти виды могут использоваться в программе экологической защиты культурных растений. Отдельные виды трипсов играют важную роль в опылении цветковых растений.

### Опыление
Некоторые трипсы, обитающие в цветах, не только там питаются, но и опыляют их, и некоторые авторы подозревают, что они, возможно, были одними из первых насекомых, у которых появились опылительные взаимоотношения с растениями-хозяевами. Scirtothrips dorsalis переносит пыльцу коммерчески важных красных перцев чили.
Ещё Чарлз Дарвин обнаружил, что трипсов невозможно задержать какой-либо сеткой, когда он проводил эксперименты с самоопылением растений, сдерживая более крупных опылителей.
Thrips setipennis является единственным опылителем Wilkiea huegeliana, небольшого однополого ежегодно цветущего дерева или кустарника в тропических лесах восточной Австралии. T. setipennis представляет собой облигатного опылителя и для других видов растений австралийского тропического леса, включая Myrsine howittiana и M. variabilis. Род Cycadothrips является специализированным опылителем саговников, генеративные органы которых приспособлены для опыления мелкими насекомыми. Трипсы также являются первичными опылителями вереска (семейство Ericaceae) и играют значительную роль в опылении толокнянки. Электронная микроскопия показала, что трипсы несут пыльцевые зерна, прилипшие к их спинам, а их бахромчатые крылья вполне способны позволить им перелетать с растения на растение.

### Регуляция численности
Трипсы быстро вырабатывают устойчивость к инсектицидам, поэтому требуется регулярно проводить исследования для выработки способов контролирования численности вредителей. Это делает трипсов идеальным объектом в качестве модели для тестирования эффективности новых пестицидов и методов.
Из-за своих небольших размеров и высокой скорости размножения трипсов трудно контролировать с помощью классического биологического контроля. Подходящие хищники должны быть маленькими и достаточно тонкими, чтобы проникать в расщелины, где трипсы прячутся во время питания, и они должны также активно охотиться на яйца и личинки, чтобы быть эффективными. Только два семейства перепончатокрылых (Hymenoptera) паразитируют на яйцах и личинках трипсов, Eulophidae и Trichogrammatidae. Другие агенты биоконтроля имаго и личинок включают клопов рода Orius (из семейства Хищники-крошки, Anthocoridae) и хищных фитосеидных клещей (Phytoseiidae). Биологические инсектициды, такие как энтомопатогенные грибы Боверия Басси (Beauveria bassiana) и Verticillium lecanii, могут убивать трипсов на всех этапах жизненного цикла. Инсектицидный мыльный спрей также эффективен против трипсов. Это коммерчески доступное средство может быть сделано из определенных типов домашнего мыла. Ученые из Японии выяснили, что при освещении растений красным светом происходит значительное снижение количества личинок и взрослых трипсов.

## Жизненный цикл
Трипсы откладывает очень мелкие яйца длиной около 0,2 мм. Самки подотряда Terebrantia делают надрезы в растительной ткани своим яйцекладом и вставляют яйца, по одному в каждую щель. Самки подотряда Tubulifera откладывают яйца поодиночке или небольшими группами на наружных поверхностях растений.
Трипсы имеют неполное развитие (гемиметаболизм), постепенно превращаясь во взрослую форму. Первые два возраста, называемые личинками или нимфами, похожи на маленьких бескрылых имаго (которых часто путают с коллемболами) без гениталий; они питаются растительной тканью. В Terebrantia третий и четвертый возрасты, а в Tubulifera также пятый возраст являются стадиями покоя без кормления, похожими на куколки: на этих стадиях органы тела изменяются, образуются крыловые зачатки и половые органы. Взрослая стадия может быть достигнута приблизительно через 8-15 дней; имаго могут жить около 45 дней. Взрослые стадии трипсов бывают как крылатые, так и бескрылые; например, у травяных трипсов Anaphothrips obscurus крылатая форма составляет 90 % популяции весной (в умеренных зонах), тогда как бескрылая форма составляет 98 % популяции в конце лета. Трипсы могут пережить зиму как имаго или через диапаузу яйцеклетки или куколки.
Трипсы — это гаплодиплоиды с гаплоидными самцами (развиваются из неоплодотворённых яиц, как у перепончатокрылых) и диплоидными самками, способными к партеногенезу (размножению без оплодотворения), многие виды используют арренотокию, а некоторые — телитокию. На репродуктивный режим и определение пола влияет бактериальный эндосимбионт Wolbachia. Несколько обычно двуполых разновидностей стали известны в США с наличием в их популяциях только самок.

### Генетика
Число хромосом у трипсов сильно варьирует: диплоидные числа колеблются от 20 до 106. Обычно предполагается, что все виды трипсов являются гаплодиплоидными, что делает их единственным другим отрядом гаплодиплоидных насекомых, помимо перепончатокрылых. Однако лишь небольшой процент трипсов (24 вида) изучен цитогенетическими методами, и в результате гаплодиплоидия подтверждена только у 2 из 8 семейств. Как и другие группы насекомых с гаплодиплоидией, некоторые трипсы демонстрируют системы спаривания с высоким уровнем спаривания между братьями и сёстрами, и самки, по-видимому, контролируют производимое ими соотношение полов. Партеногенез встречается часто и описан у 59 видов. Число диплоидных хромосом у трипсов колеблется от 20 (зарегистрировано в двух семействах) до 106 у Aptinothrips rutua.

## Общественное поведение
У трипсов обнаружены элементы эусоциального поведения. Некоторые трипсы (Anactinothrips gustaviae из Панамы, длина тела 5 мм) собираются в группы до 200 особей, в которых охраняют отложенные ими яйца и личинок, прокладывают пахучие тропы для координации групповой фуражировки.
Роль химической коммуникации плохо задокументирована, но считается важной для этой группы насекомых. Анальные выделения производятся в задней кишке и выделяются по задним щетинкам как средство сдерживания хищников. В Австралии скопления самцов Frankliniella schultzei были обнаружены на лепестках  Hibiscus rosa-sinensis  и  Gossypium hirsutum ; самки привлекались к этим группам, очевидно феромонами, выделяемыми самцами.
Самцы Phlaeothripidae (которые питаются грибными спорами и гифами) сначала конкурируют за спаривание с самками, а затем защищают кладку яиц. Самцы борются, отбрасывая своих соперников брюшком, и могут убивать их коготками передних ног. Маленькие самцы ведут себя незаметно и могут подкрасться к месту спаривания, в то время как большие самцы активно заняты борьбой. У Merothripidae и у Aeolothripidae самцы полиморфны (с крупными и мелкими формами) и, вероятно, также конкурируют друг с другом, поэтому такая стратегия у Thysanoptera вполне может быть анцестральной.
Многие трипсы образуют галлы на растениях при питании или откладывании яиц. Некоторые из галлообразующих Phlaeothripidae, такие как роды Kladothrips и Oncothrips, образуют эусоциальные группы, похожие на колонии муравьев, с репродуктивными матками (королевами) и кастами неразмножающихся солдат.

## Палеонтология
Древнейшие трипсы известны из верхнего триаса США и Казахстана, следующие по возрасту происходят из верхней юры Казахстана и из мелового периода. Permothrips longipennis, открытый в пермских отложениях России, скорее всего, не является трипсом. В меловом испанском янтаре были найдены трипсы, несущие на теле пыльцу голосеменных растений. В меловом бирманском янтаре найдены ископаемые виды Didymothrips abdominalis, Parallelothrips separatus, Cenomanithrips primus.

## Систематика

### Филогения
Трипсы обычно рассматриваются сестринской группой к полужесткокрылым Hemiptera.
Филогения и взаимоотношения семейств трипсов мало изучена. Предварительный анализ в 2013 году 37 видов с использованием 3 генов, а также филогения на основе рибосомальной ДНК и трех белков в 2012 году подтверждает монофилию двух подотрядов, Tubulifera и Terebrantia. Среди Terebrantia семейство Melanthripidae могут быть сестринским для всех других семейств, но другие отношения остаются неясными. Среди Tubulifera Phlaeothripidae и его подсемейство Idolothripinae являются монофилетическими. Два крупнейших подсемейства трипсов, Phlaeothripinae и Thripinae, являются парафилетическими и нуждаются в дальнейшей ревизии для определения их структуры. Внутренние взаимоотношения на основе этих анализов показаны на кладограмме.

| Terebrantia | \| \| Melanthripidae \| \| \| \| \| \| другие Terebrantia \| \| \| \| |
|             | \| \| Melanthripidae \| \| \| \| \| \| другие Terebrantia \| \| \| \| |
| Tubulifera  | Phlaeothripidae                                                       |
|             | Phlaeothripidae                                                       |
|             | Melanthripidae                                                        |
|             |                                                                       |
|             | другие Terebrantia                                                    |
|             |                                                                       |

|  | Melanthripidae     |
|  |                    |
|  | другие Terebrantia |
|  |                    |

### Классификация
Трипсы были впервые описаны в 1744 году как род Physapus шведским энтомологом Карлом де Геером с двумя видами и затем переименованы в Thrips шведским натуралистом Карлом Линнеем в 1758 году. В 1836 году английский энтомолог Александр Холидей повысил их таксономический ранг до уровня отряда, переименовав в Thysanoptera. Первая монография о трипсах была опубликована в 1895 году чешским энтомологом Йиндржихом Узелом, который считается отцом исследований отряда.
По данным на 2013 год, описан 6091 вид, включая 153 ископаемых вида, объединяемых более чем в сто родов. На территории стран — бывших субъектов СССР известно более 300 видов, в России около 200 видов.
- Подотряд Terebrantia Haliday, 1836
  - Adiheterothripidae Shumsher, 1946 (11 родов)
  - Aeolothripidae Uzel, 1895 (29 родов)
  - Fauriellidae Priesner, 1949 (4 рода)
  - †Hemithripidae Bagnall, 1923 (1 вымерший род, Hemithrips — 15 видов)
  - Heterothripidae Bagnall, 1912 (7 родов)
  - †Jezzinothripidae zur Strassen, 1973 (иногда в составе Merothripidae)
  - †Karataothripidae Sharov, 1972 (1 вымерший вид, Karataothrips jurassicus)
  - Melanthripidae Bagnall, 1913 (6 родов)
  - Merothripidae Hood, 1914 (5 родов) — длинноногие трипсы
  - †Scudderothripidae zur Strassen, 1973 (иногда в составе Stenurothripidae)
  - Thripidae Stevens, 1829 (292 рода и 4 подсемейства) — обыкновенные трипсы
  - †Triassothripidae Grimaldi & Shmakov, 2004 (2 вымерших рода)
  - Uzelothripidae Hood, 1952 (1 вид, Uzelothrips scabrosus)
- Подотряд Tubulifera
  - Phlaeothripidae (447 родов и 2 подсемейства)

## Галерея
- Личинка и имаго трипса Suocerathrips lingus